# نامكو ميسيوم فول.1
نامكو ميسيوم فول.1 (بالإنجليزية: Namco Museum Vol. 1)، هي لعبة فيديو يابانية، من تطوير ونشر شركة نامكو، صدرت في الأسواق سنة 1995، وتعمل حصراً لمنصة بلاي ستيشن.